# Угорщина на Євробаченні Юних Музикантів
Угорщина брала участь у Євробаченні Юних Музикантів, що проводиться кожні два роки, шість разів починаючи з 1992 року. Найкращим результатом країни вважається 3-є місце у 2014 році.

## Учасники
Умовні позначення
     Переможець
     Друге місце
     Третє місце
     Не пройшла до фіналу
     Участь скасовано
     Не брала участі
| Рік                               | Місце проведення | Учасник            | Інструмент | Фінал                      | Півфінал       |
| --------------------------------- | ---------------- | ------------------ | ---------- | -------------------------- | -------------- |
| 1992                              | Брюссель         | Едуа Задори        | Скрипка    | Не вдалося кваліфікуватися | -              |
| 1994                              | Варшава          | Марк Фараго        | Фортепіано | -                          | -              |
| Не брала участі в 1996-1998 роках |                  |                    |            |                            |                |
| 2000                              | Берген           | Одон Рац           | Контрабас  | -                          | -              |
| Не брала участі в 2002-2012 роках |                  |                    |            |                            |                |
| 2014                              | Кельн            | Гергелі Девич      | Віолончель | 3                          | Без півфіналів |
| 2016                              | Кельн            | Якаб Роланд Аттіла | Скрипка    | -                          | Без півфіналів |
| 2018                              | Единбург         | Мате Бенце         | Саксофон   | -                          | -              |
| Не брала участі в 2022-2024 роках |                  |                    |            |                            |                |

## Галерея

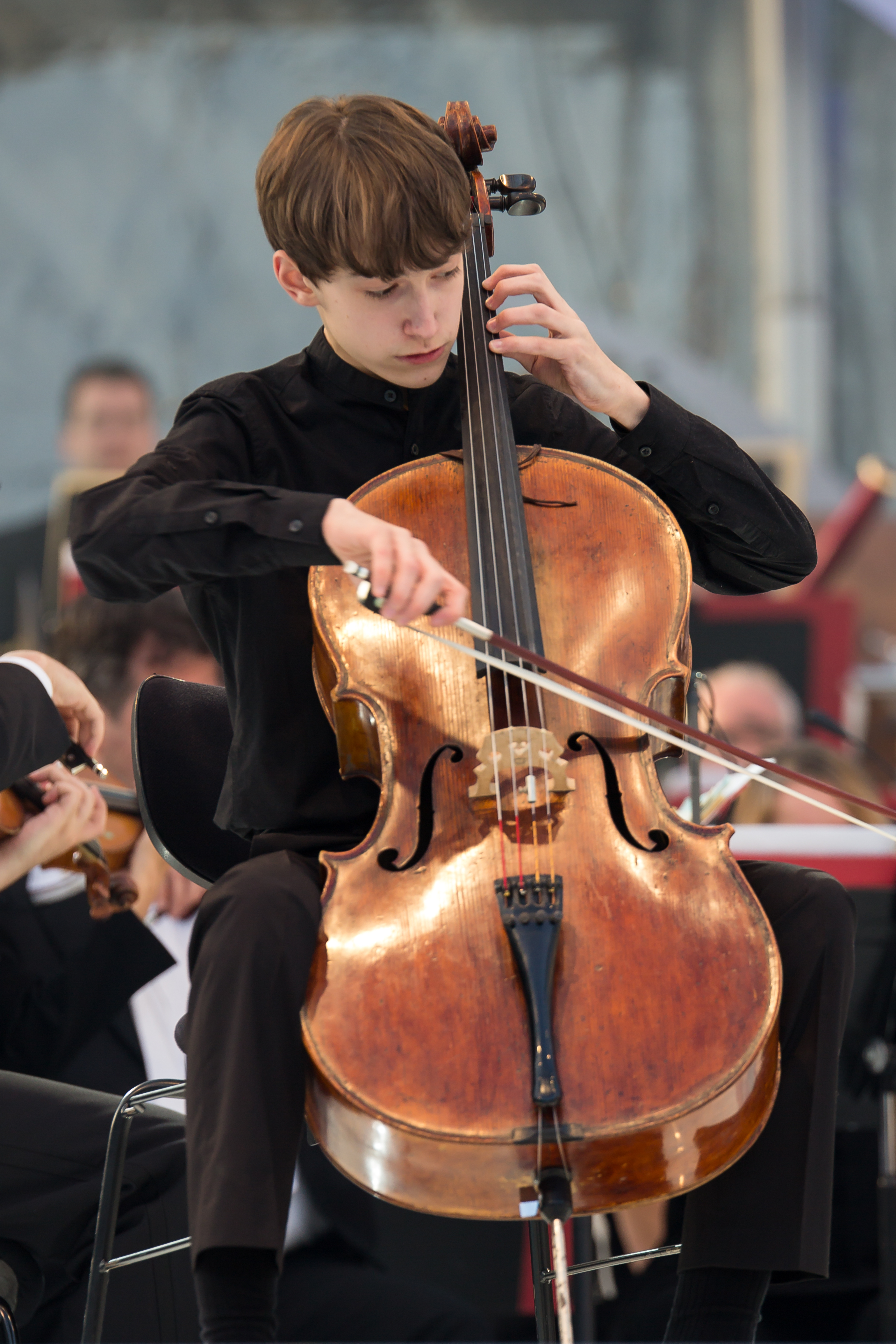
Гергелі Девич у Кельні (2014)
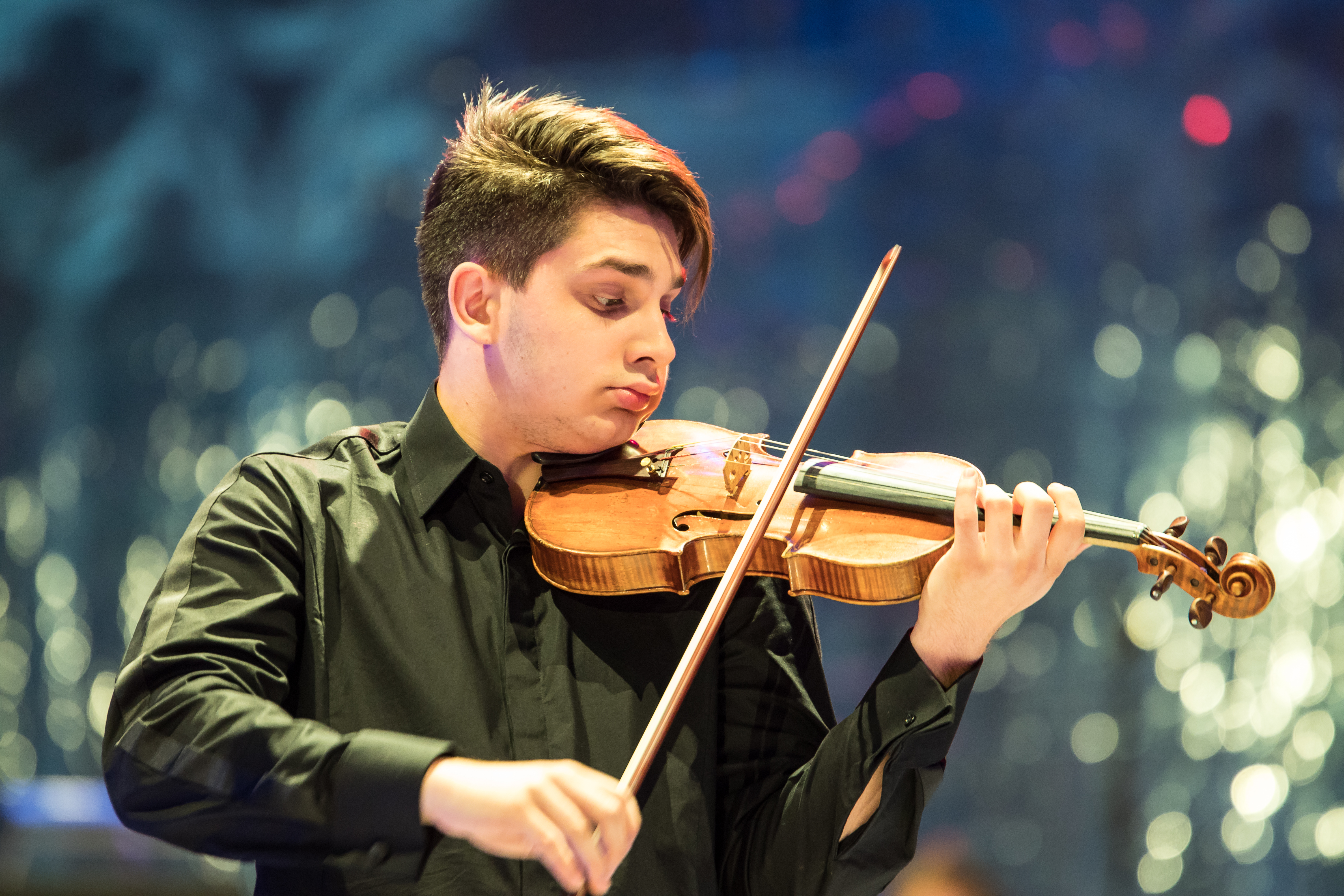
Якаб Роланд Аттіла у Кельні (2016)